# Vụ Bảo hiểm y tế (Việt Nam)
Vụ Bảo hiểm y tế là cơ quan trực thuộc Bộ Y tế, có chức năng tham mưu giúp Bộ trưởng Bộ Y tế quản lý nhà nước về bảo hiểm y tế.
Vụ Bảo hiểm y tế thành lập ngày 8/8/2005. Chức năng, nhiệm vụ, quyền hạn và cơ cấu tổ chức của Vụ Bảo hiểm y tế được quy định tại Quyết định số 2135/QĐ-BYT ngày 12/5/2023 của Bộ trưởng Bộ Y tế.

## Nhiệm vụ và quyền hạn
Theo Điều 2, Quyết định số 2135/QĐ-BYT ngày 12/5/2023 của Bộ trưởng Bộ Y tế, Vụ Bảo hiểm y tế có các nhiệm vụ, quyền hạn chính:
- Chủ trì xây dựng, sửa đổi, bổ sung các văn bản quy phạm pháp luật, cơ chế, chính sách về lĩnh vực bảo hiểm y tế, trình cấp có thẩm quyền ban hành và tổ chức triển khai thực hiện theo nhiệm vụ được phân công.
- Chủ trì xây dựng, sửa đổi, bổ sung danh mục và tỷ lệ, điều kiện thanh toán đối với thuốc, hóa chất, vật tư y tế, dịch vụ kỹ thuật y tế và các dịch vụ y tế khác thuộc phạm vi được hưởng của người tham gia bảo hiểm y tế trình Bộ trưởng Bộ Y tế ban hành.
- Chủ trì xây dựng bộ mã danh mục dùng chung trong quản lý khám bệnh, chữa bệnh bảo hiểm y tế; chuẩn và định dạng dữ liệu đầu ra phục vụ quản lý khám bệnh, chữa bệnh, giám định, thanh toán chi phí khám bệnh, chữa bệnh bảo hiểm y tế; quy định về trích chuyển dữ liệu điện tử trong quản lý và thanh toán chi phí khám bệnh, chữa bệnh bảo hiểm y tế trình cấp có thẩm quyền ban hành và hướng dẫn, tổ chức triển khai, kiểm tra, giám sát việc thực hiện.
- Chủ trì, xây dựng trình cấp có thẩm quyền ban hành các giải pháp bảo đảm cân đối quỹ bảo hiểm y tế.
- Làm nhiệm vụ thường trực của Hội đồng Tư vấn quốc gia về chính sách bảo hiểm y tế do Bộ trưởng Bộ Y tế thành lập.
- Tham gia, phối hợp với các đơn vị có liên quan xây dựng, sửa đổi, bổ sung các quy trình, quy định,... thuộc phạm vi quản lý của Vụ.
- Thực hiện các nhiệm vụ khác do Bộ trưởng Bộ Y tế giao.

## Cơ cấu tổ chức[2]
- Vụ trưởng: Trần Thị Trang
- Phó Vụ trưởng:

1. Nguyễn Trí Dũng
2. Vũ Nữ Anh
3. Hoàng Trung Tuấn